# Лассе Нільссон
Лассе Нільссон (швед. Lasse Nilsson, нар. 3 січня 1982, Бурленге) — шведський футболіст, що грав на позиції нападника.
Виступав, зокрема, за клуб «Ельфсборг», з яким став чемпіоном і володарем Кубка Швеції, а також національну збірну Швеції.

## Клубна кар'єра
Народився 3 січня 1982 року в місті Бурленге. Нільссон грав на молодіжному рівні за «Іслінгбі ІК» і «Торсонг ІФ». У 1998 році приєднався до молодіжної команди «Браге».
У дорослому футболі дебютував 2000 року виступами за команду «Браге», в якій провів два сезон, взявши участь у 45 матчах другого дивізіону. Після того, як він забив 13 голів у другому сезоні, його сватали кілька клубів шведського вищого дивізіону і зрештою приєднався до «Ельфсборга».

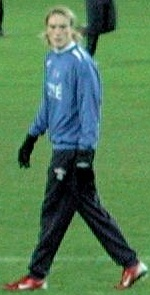
Лассе Нільссон під час виступів за «Геренвен». 2007 рік.

Він завершив свій перший сезон у складі «жовто-чорних», забивши 5 голів у 24 матчах чемпіонату. У наступному сезоні він забив 4 голи у чемпіонаті, але 1 листопада 2003 року він став головним героєм фіналу Кубка Швеції, забивши дубль у переможному матчі над «Ассиріскою» (2:0). Під час третього сезону 2004 року, в якому швед забив 7 голів, він привернув увагу деяких іноземних клубів.
17 січня 2005 року він перейшов у нідерландський «Геренвен» і підписав контракт до середини 2008 року. 30 січня 2004 року Нільссон дебютував у новому клубі, замінивши Арнольда Бруггінка в матчі проти «НАК Бреда» (1:1). Через два дні він забив свій перший гол в Ередивізі у виїзній грі проти «Роди» (3:2). П'яте місце в турнірній таблиці дозволило клубу взяти участь у Кубку УЄФА 2005/06. Нільссон дебютував у цьому турнірі вдома проти «Баніка» з Острави, у цьому матчі він також зумів забити гол (5:0). 5 лютого 2006 року в чемпіонаті він зробив хет-трик у матчі проти «АДО Ден Гаг» (3:0). Однак його найрезультативнішим сезоном у клубі став наступний турнір 2006/07, коли він забив 9 голів у Ередивізі.
У серпні 2007 року він підписав чотирирічний контракт з французьким «Сент-Етьєном», який купив його приблизно за 3 мільйони євро. Однак тренер Лоран Руссі не бачив шведа у основному складі і вже під час зимової перерви його віддали в оренду данському «Ольборгу». У другій половині 2008 року календарного року він повернувся до Швеції на правах оренди до своєї колишньої команди «Ельфсборг», де до останнього ігрового дня боровся за національний титул, але в підсумку стали лише другими.
29 січня 2009 року, незадовго до закінчення трансферного періоду під час зимової перерви Нільссон знову був відданий в оренду. Цього разу він повернувся до нідерландського вищого дивізіону та перейшов до «Вітесса». Після свого дебюту за «Вітесс» у матчі проти свого колишнього клубу «Геренвена» (1:0), він забив свої перші два голи за новий клуб у другій грі з « Аяксом» (4:1). Загалом він був основним гравцем, тож клуб підписав шведа на три роки після закінчення терміну оренди в червні. Нільссон грав за «Вітесс» протягом двох років, але втратив місце в основі в сезоні 2010/11 після відходу тренера Тео Боса. Новий тренер Альберт Феррер більше не бачив перспектив для шведа в стартовому складі, тому 1 лютого 2011 року «Вітесс» і «Ельфсборг» домовилися про трансфер, щоб Нільссон міг повернутися до Швеції.
У першому ж сезоні з 10 голами став найкращим бомбардиром «Ельфсборга» у чемпіонаті, а під час золотого сезону у 2012 році Нільссон посів друге місце з 7 голами. У 2013 році він знову став найкращим бомбардиром «Ельфсборга» з 9 голами, у фіналі кубка Швеції 2014 року він став героєм матчу, коли забив єдиний гол у матчі проти «Гельсінборга» на «Френдс Арені». Всього відіграв за команду з Буроса наступні сім сезонів своєї ігрової кар'єри. Більшість часу, проведеного у складі «Ельфсборга», був основним гравцем атакувальної ланки команди.
Завершив ігрову кар'єру у команді «Норрбю», за яку виступав у другому дивізіоні протягом 2018 року.

## Виступи за збірні
Протягом 2002—2004 років залучався до складу молодіжної збірної Швеції, з якою брав участь у молодіжному чемпіонаті Європи 2004 року в Німеччині, де шведи посли 4 місце. Всього на молодіжному рівні зіграв у 10 офіційних матчах.
22 січня 2004 року дебютував в офіційних матчах у складі національної збірної Швеції в товариській грі проти Норвегії (0:3), замінивши Матса Рубарта на 58-й хвилині. 15 листопада 2006 року він зіграв свій другий і останній матч за збірну, вийшовши в основі у товариській грі проти Кот-д'Івуару (0:1), і на 64 хвилині його замінив Фредрік Берглунд.

## Титули і досягнення
- Чемпіон Швеції (1):

«Ельфсборг»: 2012
- Володар Кубка Швеції (2):

«Ельфсборг»: 2003, 2013/14